# Pink Triangle Park

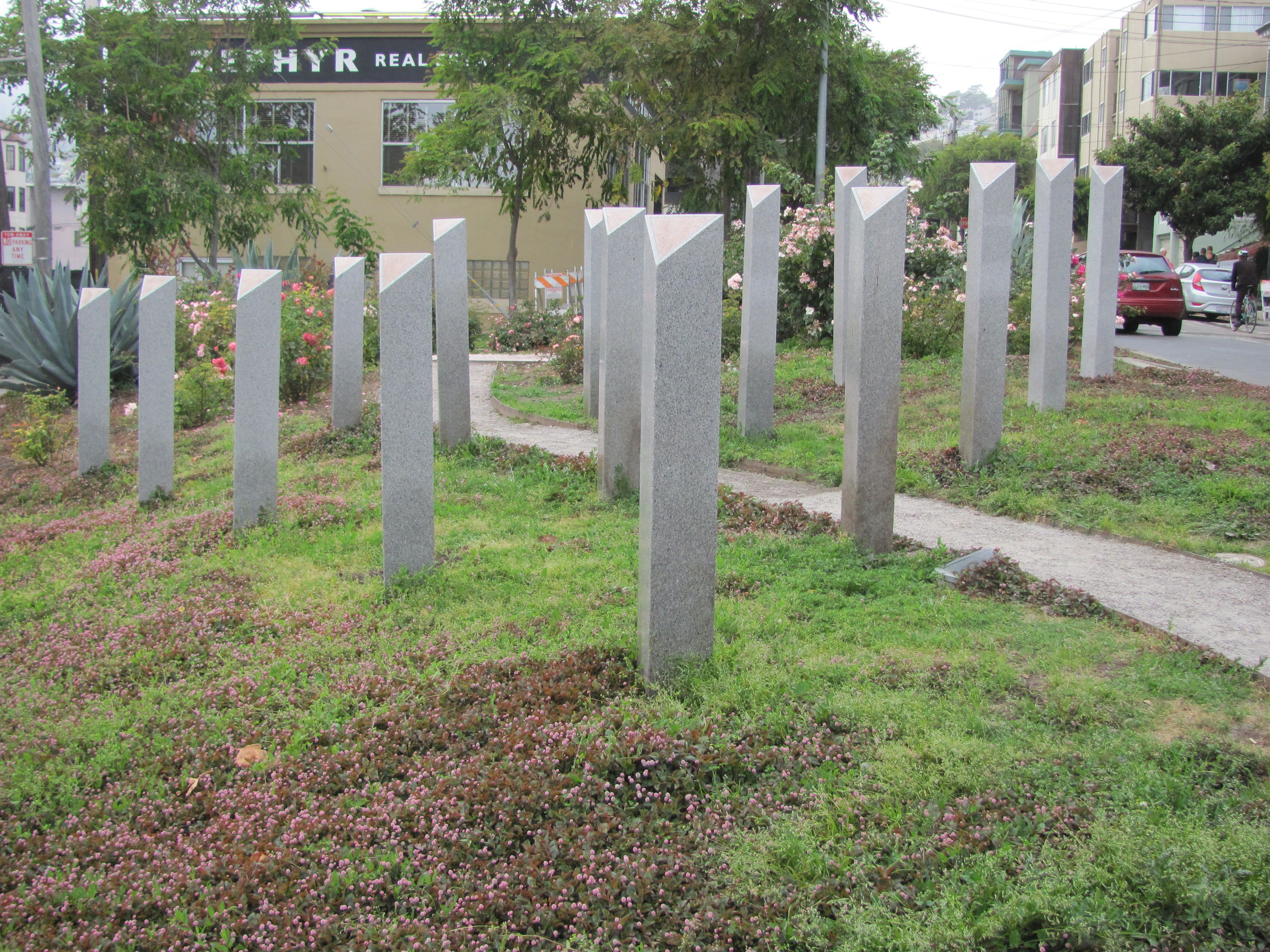
En del av minnesmärket i parken.

Pink Triangle Park är en liten trekantig park i stadsdelen Castro i San Francisco i USA. Den invigdes 2003 som ett minnesmärke över de homosexuella som dödades i Nazityskland under andra världskriget.

Karta över den 370 m² stora parken.

Ett triangelformat område med femton trekantiga pyloner i grå granit som avslutas med en rosa granitskiva skall påminna om de tusentals HBTQ-personer som dödades under Adolf Hitlers tid vid makten. 
I centrum av parken finns en trekant med grus av rosenkvarts, som besökande uppmanas ta med sig som minne. Triangelmönstret är inspirerat av de rosa trianglar  som homosexuella tvingades bära  i nazistiska koncentrationsläger. 
Själva parken anlades år 2001 på initiativ av en lokal invånare och 60  rosenbuskar med rosa blommor planterades på platsen. I samband med invigningen av minnesmärket, som skapats av de lokala konstnärerna Susan Martin och Robert Bruce, ersattes rosorna med nya och salvia, lin fuchsia planterades. Barkflis spreds mellan växterna.